# Dmitrij Konišev
Dmitrij Borisovič Konišev (rusko Дмитрий Борисович Конышев), ruski kolesar, * 18. februar 1966 Gorki, Sovjetska zveza.
Konišev je nekdanji ruski profesionalni kolesar, ki je 17 let tekmoval za ekipe Alfa Lum–STM, TVM–Sanyo, Jolly Componibili–Club 88, Roslotto–ZG Mobili, Mercatone Uno–Bianchi, Fassa Bortolo, Marlux–Wincor Nixdorf in LPR-Piacenza. Dosegel je devet etapnih zmag na dirkah Grand Toura ter kot eden redkih kolearjev dosegel etapne zmage na vseh treh dirkah, po štiri na Dirki po Franciji in Dirki po Italiji ter eno na Dirki po Španiji. Kot prvi sovjetski in ruski kolesar je osvojil medaljo na cestni dirki svetovnega prvenstva v kolesarstvu, srebrno leta 1989 za Sovjetsko zvezo in bronasto leta  1992 za Rusijo. Nastopil je na Poletnih olimpijskih igrah v letih 1996 in 2000, kjer je osvojil 13. in 10. mesto na cestni dirki. Enkrat je postal sovjetski in dvakrat ruski državni prvak v cestni dirki. Leta 1989 je zmagal na Dirki po Emiliji, leta 1990 na dirki GP Industria & Artigianato di Larciano, leta 1997 na Dirki po Valoniji, leta 1999 na Dirki po Fourmiesu, v letih 1999 in 2001 pa na dirki Coppa Sabatini. Po koncu kariere je deloval kot športni direktor v več ekipah in selektor ruske državne reprezentance od leta 2009.
Njegov sin Aleksander Konišev je prav tako kolesar, tekmuje za Italijo.